# 자무나강

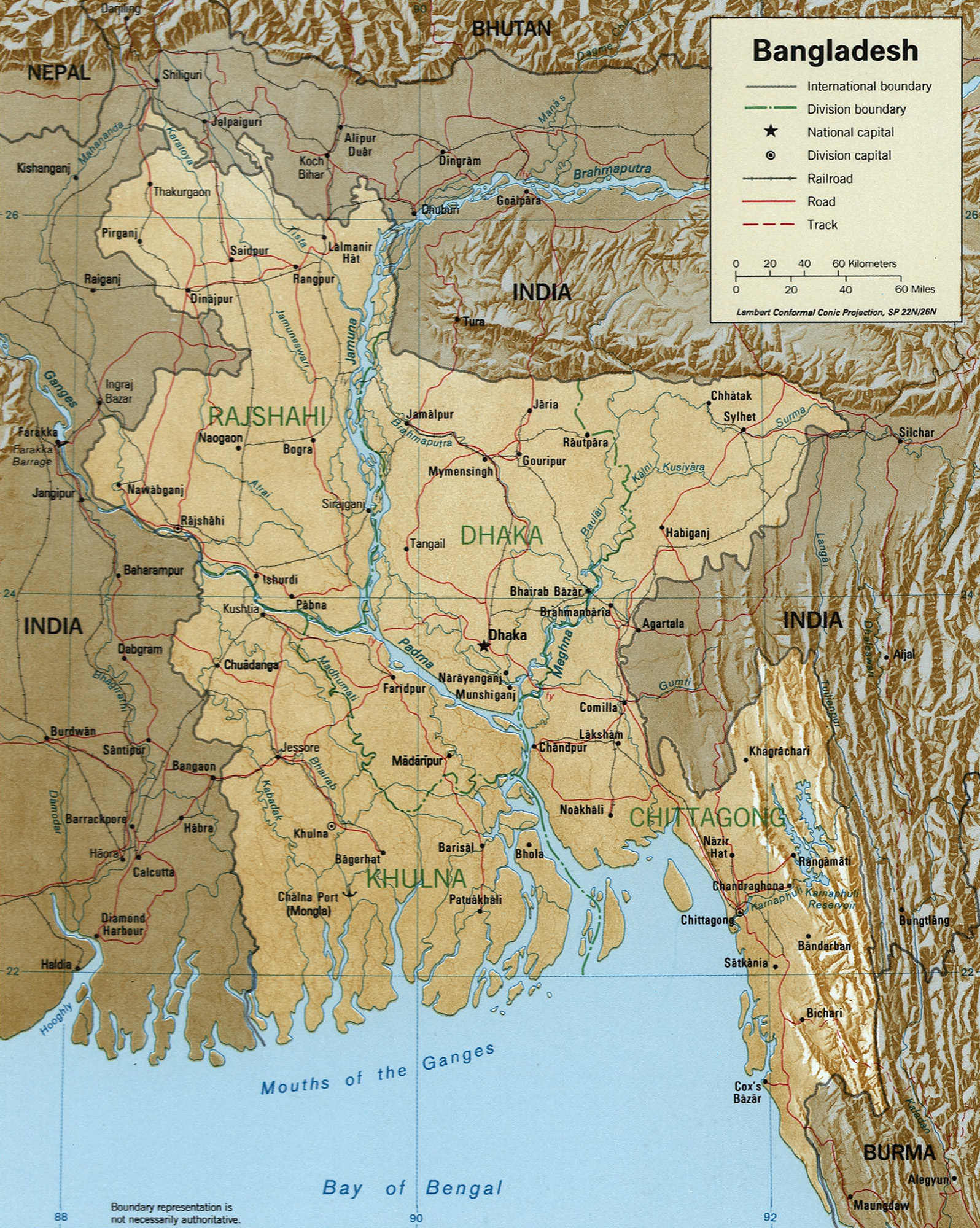
자무나를 포함한 방글라데시의 주요 강을 보여주는 지도

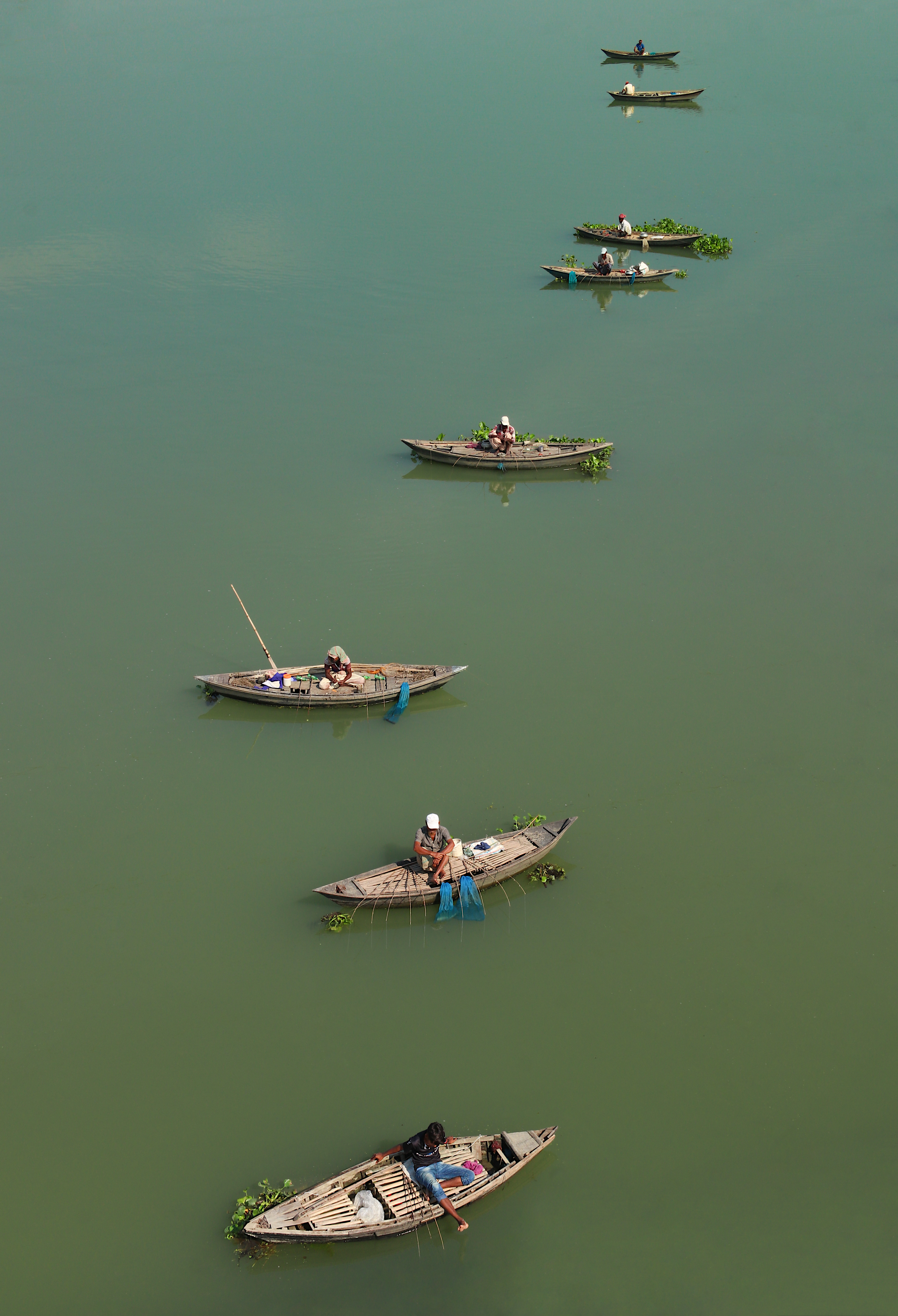
자무나강 위의 어선들

자무나강(벵골어: যমুনা)은 방글라데시의 3대 강 중 하나이다. 이것은 얄룽창포강으로 티베트에서 발원한 브라마푸트라강의 하류이며, 그 후 인도로 흘러들어가기 전에 남서쪽으로 방글라데시로 흘러들어간다. 자무나강은 남쪽으로 흘러 골문도 갓 근처의 파드마강과 합류한 뒤 찬드푸르구 근처의 메그나강과 만난다. 그리고 나서 메그나강으로 벵골만으로 흘러 들어간다.
브라마푸트라자무나는 망류 하천의 전형적인 예이며 수로 이동과 진동에 매우 취약하다. 이는 여러 개의 모래톱을 사이에 두고 있는 인터레이싱 채널의 네트워크로 특징지어진다. 벵골어로 알려진 모래톱은 영구적인 위치를 차지하지 않는다. 강은 1년 안에 퇴적물들을 퇴적시키고, 종종 나중에 파괴될 수 있으며, 다음 장마철에 다시 퇴적시킨다. 둑과 예금의 침식과 퇴적 과정이 지속적으로 진행되면서 한쪽은 파브나, 다른 한쪽은 마이멘싱, 탕가일, 다카의 경계를 정확히 구분하기 어렵다. 매력의 파괴나 새로운 매력의 출현은 또한 많은 폭력과 소송의 원인이다. 자무나강과 파드마강의 합류는 이례적으로 불안정하며 1972년부터 2014년까지 남동쪽으로 14 km 이상 이동한 것으로 나타났다.